# Erdélyi fejedelem
Erdély fejedelme (németül: Fürst von Siebenbürgen, latinul: princeps Transsylvaniae)  az Erdélyi Fejedelemség uralkodó államfője volt a 16. századtól egészen a 18. század közepéig. Szapolyai János Zsigmond volt az első, aki 1570-ben vette fel a címet, de használata stabilizálódott.

## Eredet
Erdély integrációja az újonnan megalakult Magyar Királyságba 1003 körül kezdődött. A tartomány intenzív gyarmatosítás alá került, aminek következtében különböző származású gyarmatosítók érkeztek és telepedtek le, köztük a magyar ajkú székelyek és a német nemzetiségűek. Erdély területét közigazgatási célból „megyéknek” és „székeknek” nevezett területi egységekre osztották.
A hét erdélyi megye (Doboka, Fehér, Hunyad, Kolozs, Küküllő, Szolnok és Torda) elsősorban helyi nemesek által vezetett intézmény volt. Fejük, az ispán vagy székely ispán azonban egy magasabb tisztségviselő, a magyar királyok által kinevezett vajda fennhatósága alá tartoztak. Az erdélyi vajdának számos közigazgatási, katonai és bírói feladata volt. Például a hét megye közös közgyűlését a vajda vagy helyettese hívta össze és vezette, általában Tordán.

### A független Magyar Királyság vége
1526-ban a mohácsi csatában az Oszmán Birodalom legyőzte a magyar királyi hadsereget és megölte II. Lajos királyt. Ezután az oszmánok visszavonultak. 
A trónt Lajos sógora, Ferdinánd osztrák főherceg és Szapolyai János erdélyi vajda követelte. Mindkettőt támogatták a magyar bárók. Ferdinánd kiűzte Jánost Magyarországról, mire János támogatásért cserébe hűséget ajánlott Szulejmán oszmán szultánnak. Szulejmán megtámadta az osztrák földeket, míg János visszaszerezte a magyar trónt. Szulejmánt visszaverték Ausztriából, és egy 1538-as szerződés értelmében Ferdinánd lett Magyarország királya, aki a nyugati országrészt birtokolta. Szapolyai I. János néven szintén magyar király lett, aki a keleti részeket, köztük Erdélyt birtokolta (a történészek „keleti Magyar Királyságnak” nevezték Szapolyai-ház által uralt területeket). 
Így Magyarország teljesen szuverén királyságból vagy a Habsburg-ház egyik koronaföldje, vagy oszmán vazallus állam lett. 

### Az Erdélyi Fejedelemség különválása

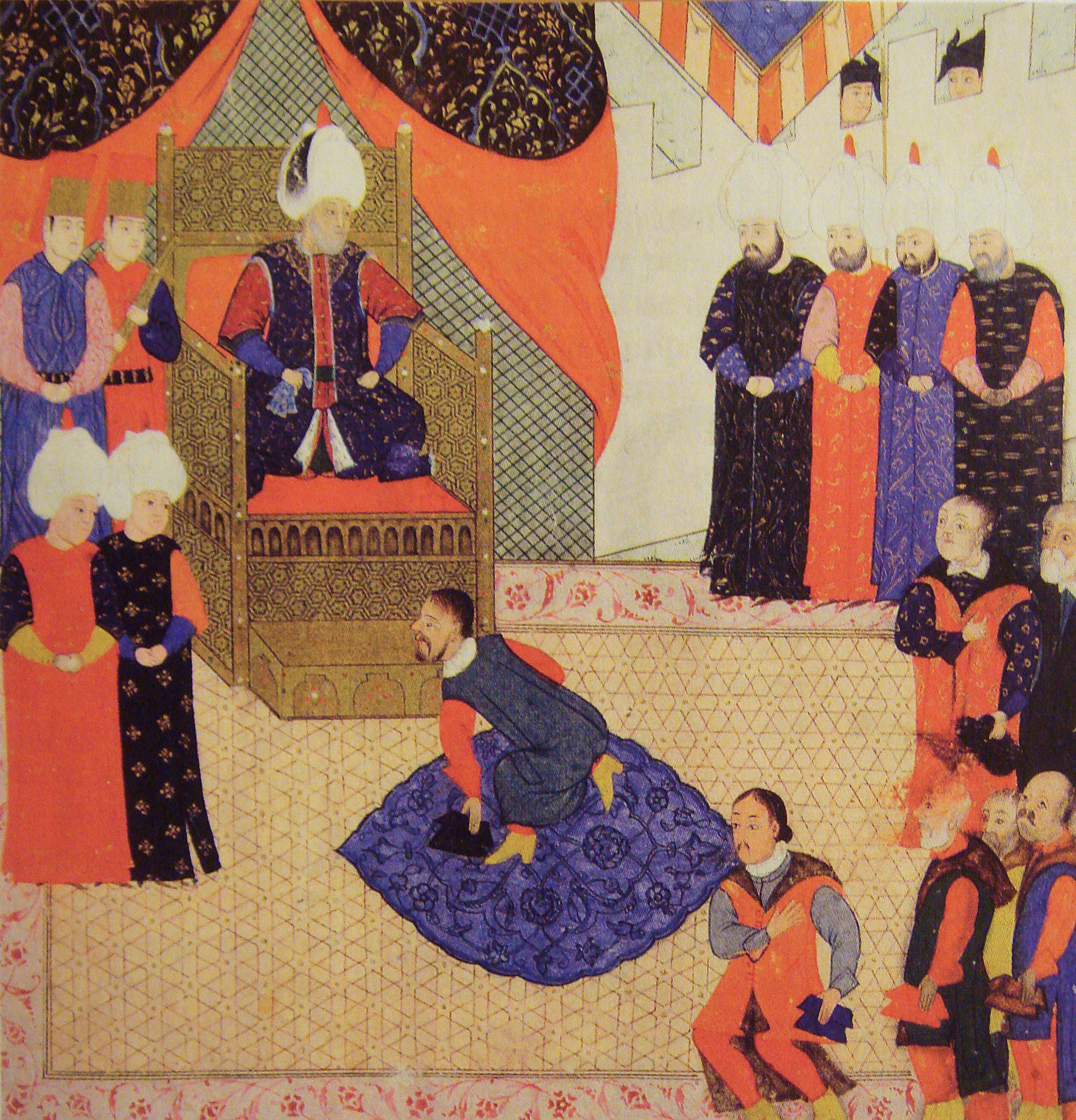
János Zsigmond fejedelemSzulejmán előtt 1556-ban.

János 1538-ban Ferdinándot nevezte ki utódjának a királyi székben. De nem sokkal halála előtt, 1540-ben született egy fia, János Zsigmond. A magyar országgyűlés II. János Zsigmondként választotta királlyá, és amikor Ferdinánd betört, Fráter György régens püspök felszólította Szulejmánt, hogy védje meg vazallusát. Szulejmán kiűzte Ferdinándot, majd Közép-Magyarországot közvetlen a török uralom alá helyezte. János Zsigmondnak adományozta Erdélyt és Kelet-Magyarországot.
1551-ben Fráter püspök elintézte, hogy II. János Zsigmond lemondjon királyi címéről Ferdinánd javára, cserébe a „kelet-magyarországi” földek vazallus uraként ismerték el. Ettől fogva János Zsigmondot és utódjait erdélyi fejedelemnek nevezik.

## A fejedelem és jogai

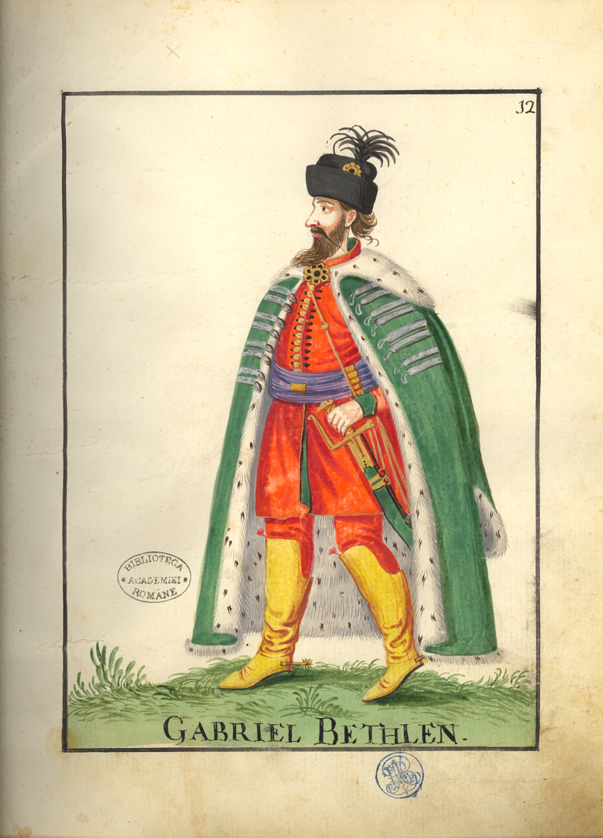
Bethlen Gábor

### Stílus és címek
Az erdélyi uralkodók a következő stílust és címeket használták:
Megszólítása:
- Őnagysága
- Őexcellenciája

Címek:
- Isten kegyelméből Erdély fejedelme[12]
- A Partium ura
- A székelyek ispánja[13]

Emellett Báthory Zsigmond 1595-ben felvette a „Havasalföld és Moldva fejedelme” címet.

### Nemzetközi státusz
1570-től 1699-ig Erdély fejedelmeit nem ismerték el független uralkodóként. Időnként elismerték az oszmánok, máskor pedig a Magyar Királyság uralmát. Az iszlám jogtudomány tanítása szerint Erdély átmeneti státuszú terület az Oszmán Birodalomba teljesen integrált országok és a független államok között. Ennek megfelelően trónra lépésekor minden fejedelem kapott egy hivatalos dokumentumot a szultántól, amely ismertette a fejedelem jogait és kötelezettségeit. Ezek az okiratok vagy athnáme-k megerősítették az erdélyi birtokok szabad fejedelemválasztási jogát, „garantálták a fejedelemség területi épségét”, és katonai segítséget ígértek a fejedelemnek ellenségei inváziója esetén. Másrészt a fejedelmek kötelesek voltak évente adót fizetni, és segíteni az oszmánokat hadműveleteikben.

## Az intézmény vége
A Rákóczi-szabadságharc után a fejedelmeket Az Erdélyi Királyi Gubernium vezetőinek listájahelytartók]] (Az Erdélyi Királyi Gubernium vezetőinek listájagubernátorok]]) váltották fel. Az utolsó fejedelem, II. Rákóczi Ferenc élete hátralévő részét száműzetésben töltötte.

## Kapcsolódó oldalak
- Erdélyi fejedelmek listája
- Erdélyi vajda
- Erdélyi fejedelmek házastársainak listája
- Erdélyi Fejedelemség (1570–1711)
- Erdélyi Fejedelemség (1711–1867)
- Erdély
- Erdély történelme